# Белгородская правда
«Белгородская правда» — одна из старейших газет в России. Выходит с 24 июня 1917 года. С февраля 1954 года — областная газета.
Прекращение деятельности юридического лица АНО "Редакция газеты "Белгородская правда" путём реорганизации в форме присоединения с 14 июля 2016 года

## История
Выходит с 11 (24) июня 1917 года. Первый и второй номера «издания Совета Рабочих и Солдатских Депутатов г. Белгорода» назывались «Воля народа».
В 1917—1924 годах газета выходила под различными названиями, впервые под названием «Белгородская правда» газета вышла 12 марта 1921 года.
31 июля 1967 года газета награждена орденом «Знак Почёта» за плодотворную работу по коммунистическому воспитанию трудящихся области, мобилизацию их на выполнение задач хозяйственного и культурного строительства и в связи с 50-летием со дня выхода первого номера.
60-летний юбилей газеты был отмечен Почётной грамотой Президиума Верховного Совета РСФСР.

## Описание
В газете:
- освещаются важнейшие события в России и Белгородской области, публикуются фоторепортажи, аналитические статьи;
- рассказывается о жизни страны и о событиях в мире;
- публикуются материалы о развитии горно-металлургического и агропромышленного комплексов, строительстве жилых домов и другие.

Газета позиционирует себя как издание, выходящее исключительно за счёт средств, заработанных коллективом.
За центристскую позицию «Белгородская правда» отнесена Государственной Думой РФ к независимым средствам массовой информации. При этом, газета критиковалась местным отделением КПРФ за размещение ряда материалов, начиная с номера за 19 июля 2011 года, касающихся советского периода истории области.

## Редакторы
Редакторами «Белгородской правды» в разные годы были: Никанор Никанорович Вашкевич, Александр Серафимович Потапов, Вячеслав Борисович Чесноков, Николай Васильевич Мухин, Владислав Никитич Бояркин, Леонид Ефимович Благасов, Владимир Иванович Данников (скончался 8.09.2015г), Сергей Николаевич Ерёмин.

## Журналисты
В газете работали и работают известные журналисты: Николай Игрунов, Инна Кошелёва, Анатолий Лукьянов, Анатолий Литвинов, Виталий Собровин, Лев Ухов, Борис Осыков, Вячеслав Соловьёв, Юрий Коренько, Владимир Любицкий, Алексей Манаев, Михаил Ропанов, Борис Киселёв, Юрий Грязнов, Галина Ходырёва, Григорий Мень, Григорий Крупа, Владимир Подольский, Валентина Милюкина.
Шести журналистам газеты присвоено звание «Заслуженный работник культуры РФ».